# قوشاقشلاق بخشعلی شهریار
قوشاقشلاق بخشعلی شهریار یک روستا در ایران است که در استان اردبیل واقع شده‌است.